# Скваржава
Скваржа́ва — пасажирський залізничний зупинний пункт Тернопільської дирекції Львівської залізниці.
Розташований неподалік від села Скварява, Золочівський район Львівської області на лінії Тернопіль — Львів між станціями Золочів (14 км) та Красне (12 км).
Станом на травень 2019 року щодня сім пар електропотягів прямують за напрямком Львів/Красне — Тернопіль-Пасажирський/Золочів.